# Dänisch-norwegische Beziehungen
Die dänisch-norwegischen Beziehungen sind das zwischenstaatliche Verhältnis zwischen Dänemark und Norwegen. Beide Staaten teilen eine lange gemeinsame Geschichte, da Norwegen über mehrere Jahrhunderte hinweg Teil des dänischen Reiches war. Seit der friedlichen Trennung 1814 haben sich enge politische, wirtschaftliche und kulturelle Bindungen erhalten, die durch die gemeinsame Sprache, Wertebasis und Mitgliedschaften in Organisationen wie NATO, Nordischer Rat oder Schengen-Raum unterstrichen werden.

## Geschichte

### Frühzeit
Schon in der Wikingerzeit bestanden enge Verbindungen zwischen dem heutigen Dänemark und Norwegen. Skandinavische Häuptlinge operierten oft überregional; so führten norwegische und dänische Wikinger gemeinsam Expeditionen nach England und Irland durch. Während der Christianisierung im 10. und 11. Jahrhundert waren dänische Missionare auch in Norwegen tätig, und dänische Könige erhoben wiederholt Anspruch auf norwegisches Gebiet. Zu Beginn des 11. Jahrhunderts eroberte König Knut von Dänemark Norwegen, während später, in der Mitte des Jahrhunderts, König Magnus der Gute von Norwegen die Herrschaft über Dänemark übernahm. In den folgenden Jahrhunderten verloren die Monarchen von Dänemark und Norwegen allmählich das Interesse an den von der jeweils anderen Seite beherrschten Gebieten.
Dänemark konzentrierte sich auf die Expansion entlang der Ostseeküste, während Norwegen seinen Blick nach Westen richtete und seine Ambitionen auf die Britischen Inseln, die Nordatlantikinseln und Grönland ausrichtete. Ende des 13. Jahrhunderts jedoch führten Konflikte um Einfluss und Handel mit der Hanse im Nord- und Ostseeraum, dass Dänemark, Norwegen und Schweden wieder engeren Kontakt miteinander suchten. Während der Hansezeit bestanden rege wirtschaftliche Beziehungen über die Städte Bergen und Kopenhagen sowie gemeinsame Verteidigungsinteressen gegen die Hanse oder deutsche Fürsten.

### Dänemark-Norwegen (1380–1814)
Nach dem Tod des norwegischen Königs Håkon VI. im Jahr 1380 ging die norwegische Krone an seinen Sohn Olaf, der bereits dänischer König war. Damit begann eine mehr als 400-jährige Personalunion zwischen Norwegen und Dänemark. Ab 1397 gehörten beide Länder zur Kalmarer Union, zusammen mit Schweden, unter der Regentschaft von Margarethe I. von Dänemark. Während der Kalmarer Ära verlor Norwegen gegenüber den beiden anderen Ländern an wirtschaftlicher Stärke, und der norwegische Adel wurde von dem Schwarzen Tod schwer getroffen, sodass er nicht über die Ressourcen verfügte, um sich der dänischen oder schwedischen Herrschaft zu widersetzen. Nach dem Austritt Schwedens 1523 blieb Dänemark-Norwegen ein vereintes Königreich bis 1814.
In dieser Zeit wurde Norwegen zunehmend zum „Nebenland“ Dänemarks. Die zentralen Regierungsorgane befanden sich in Kopenhagen, norwegische Eliten wurden weitgehend von Dänen ersetzt, und das Norwegische wurde in Verwaltung und Bildung vom Dänischen verdrängt. Gleichzeitig kam es zur wirtschaftlichen Integration: norwegisches Holz, Eisen und Fisch versorgten dänische Märkte und die gemeinsame Flotte, während Kopenhagen als Handels- und Verwaltungszentrum fungierte. Im Vergleich zu Dänemark blieb Norwegen ländlich und bäuerlich geprägt. In religiöser Hinsicht verbreitete sich die lutherische Reformation – ausgehend von Dänemark – ab den 1530er Jahren auch in Norwegen, gegen den Widerstand von Olav Engelbrektsson. Während der Dänisch-Schwedische Kriege kam es mehrfach zu Gebietsänderungen, welche auch Norwegen betrafen, das die Schweden zu erobern versuchten.
Im 18. Jahrhundert kam es zu einem gewissen norwegischen Nationalbewusstsein, doch blieb Dänemark-Norwegen ein zentralistischer Gesamtstaat. Erst die Koalitionskriege führten zum Bruch: Da Dänemark-Norwegen auf der Seite Napoleons gestanden hatte und Schweden zu den Siegern gehörte, wurde Norwegen im Frieden von Kiel 1814 an Schweden abgetreten. Die jahrhundertealte Union mit Dänemark endete damit abrupt. Norwegen erklärte daraufhin einseitig seine Unabhängigkeit, wurde aber nach kurzem Krieg zur Union mit Schweden gezwungen. Der dänische Prinz Christian VIII. hatte entscheidenden Einfluss auf die fortschrittliche Verfassung von Eidsvoll, die Norwegen auch während der Union mit Schweden behalten durfte.

### Beziehungen seit 1814
Nach der Trennung blieben die Kontakte zwischen Dänemark und Norwegen eng, obwohl Norwegen nun unter schwedischer Krone stand. So blieb eine kulturelle Prägung durch dänische Sprache und Literatur bestehen. Zahlreiche norwegische Schriftsteller des 19. Jahrhunderts – etwa Henrik Wergeland oder Bjørnstjerne Bjørnson – publizierten im dänischen Sprachraum. Norwegen wurde schließlich 1905 von Schweden unabhängig und wählte Carl von Dänemark zum norwegischen König.
Nach dem Ausbruch des Ersten Weltkriegs trafen sich die Könige von Norwegen, Dänemark und Schweden im Dezember 1914 in Malmö und beschlossen die Neutralität ihre Länder, weshalb Skandinavien von den Verwüstungen des Krieges weitgehend verschont blieb. In den 1930er Jahren belastete ein Streit um Eirik Raudes Land in Grönland kurzzeitig die Beziehungen beider Länder. Im Zweiten Weltkrieg war Dänemark von 1940 bis 1945 ebenso wie Norwegen von Deutschland besetzt. Nach 1945 gehörten beide Länder zu den Gründungsmitgliedern des Nordischen Rats (1952) und der NATO (1949). Die dänisch-norwegischen Beziehungen entwickelten sich seither kontinuierlich positiv. Kulturell, wirtschaftlich und politisch arbeiten beide Regierungen eng zusammen. Heute sind beide Staaten Teil des Schengen-Raums, der nordischen Passunion und teilen viele außenpolitische Positionen, etwa im arktischen Raum oder bei der Entwicklungspolitik. Die Königshäuser sind eng verwandt, und regelmäßige Staatsbesuche unterstreichen die historische wie gegenwärtige Nähe beider Länder. 1973 trat Dänemark der EWG bei, während Norwegen jedoch den EU-Beitritt ablehnte. 
Im Juni 2024 haben Dänemark und Norwegen eine Vereinbarung zur Vertiefung ihrer Verteidigungszusammenarbeit unterzeichnet, deren Schwerpunkte auf gemeinsamen Übungen, der Überwachung der Arktis und der Unterstützung der Ukraine liegen. Dies erfolgte als Reaktion auf den russischen Überfall auf die Ukraine 2022.

## Wirtschaft
Dänemark und Norwegen sind wirtschaftlich stark miteinander verbunden. Dänemark zählt zu Norwegens wichtigsten Handelspartnern: Im Jahr 2022 gingen rund 5 % der norwegischen Exporte nach Dänemark, darunter insbesondere Energieprodukte, Fisch und Metalle. Umgekehrt liefert Dänemark Maschinen, Nahrungsmittel, Medikamente und Dienstleistungen nach Norwegen. Die enge geografische Lage begünstigt dabei nicht nur den Warenverkehr, sondern auch wechselseitige Investitionen und Tourismus. Beide Länder gehören dem Europäischen Wirtschaftsraum an, was die Handelsbedingungen erleichtert. Auch der Energiesektor ist ein bedeutendes Feld: Die Stromnetze sind grenzüberschreitend gekoppelt, etwa über das NordLink-Projekt. In regionalen Wirtschaftsforen, wie dem Nordic-Baltic Eight (NB8) und der Neuen Hanse, treten Dänemark und Norwegen regelmäßig gemeinsam auf.

## Kultur
Kulturell bestehen zwischen Dänemark und Norwegen starke historische und sprachliche Bindungen. Die dänische Sprache war über Jahrhunderte Amts- und Literatursprache in Norwegen; auch heute verstehen sich Dänen und Norweger meist problemlos. Viele Werke der klassischen norwegischen Literatur wurden in dänischer Orthografie geschrieben (etwa von Henrik Ibsen). Kulturelle Institutionen beider Länder arbeiten eng zusammen, etwa über den Nordischen Kulturfonds. So gibt es zahlreiche gemeinsame Kultureinrichtungen, beispielsweise den vom Nordischen Rat jährlich vergebenen Nordischen Musik- und Literaturpreis. Es gibt zahlreiche bilaterale Projekte in Theater, Musik und Film, und viele Künstler sind in beiden Ländern aktiv. Auch die populäre Kultur zeigt diese Nähe: Fernsehserien und Musikproduktionen aus Norwegen erfreuen sich in Dänemark großer Beliebtheit und umgekehrt. 